# Alberto Triulzi
Alberto Triulzi, född 6 januari 1928, död 9 september 1968, var en argentinsk friidrottare. Han deltog vid olympiska sommarspelen 1948.